# Unbreakable (album của Janet Jackson)
Unbreakable là album phòng thu thứ 11 của ca sĩ người Mỹ Janet Jackson, phát hành ngày 2 tháng 10 năm 2015 như là sản phẩm đầu tiên dưới sự phân phối từ hãng đĩa độc lập của cô Rhythm Nation, một thành quả hợp tác giữa nữ ca sĩ với BMG Rights Management. Năm 2008, Jackson chia tay Island Records do không hài lòng với khâu quảng bá của hãng đĩa đối với album phòng thu thứ mười của cô, Discipline (2008). Nữ ca sĩ bắt đầu thu âm những bản nhạc mới với nhà sản xuất Rodney Jerkins vào năm sau, nhưng cuối cùng dự án bị hủy bỏ. Jackson trở nên bận rộn với nhiều tác phẩm điện ảnh và tiến hành một chuyến lưu diễn thế giới, và thông báo về cuộc hôn nhân thứ ba với doanh nhân người Qatar Wissam Al Mana vào năm 2013. Unbreakable đánh dấu sự tái hợp giữa Jackson với bộ đôi nhà sản xuất Jimmy Jam & Terry Lewis, lần đầu tiên kể từ album phòng thu thứ chín của cô 20 Y.O. (2006), bên cạnh sự tham gia sáng tác và sản xuất của Dem Jointz, Tommy McClendon và Thomas Lumpkins. 
Unbreakable là một bản thu âm pop và R&B mang nội dung đề cập đến những trải nghiệm khác nhau trong cuộc sống của Jackson—bao gồm những ký ức thời thơ ấu và cái chết của anh trai cô, Michael—bên cạnh nhiều thông điệp về ý thức xã hội từng được đề cập trong album thứ tư của cô Rhythm Nation 1814 (1989). Ngoài ra, album còn có sự góp giọng của rapper J. Cole và Missy Elliott. Sau khi phát hành, Unbreakable nhận được những phản ứng tích cực từ các nhà phê bình âm nhạc, trong đó họ coi đây là một trong những tác phẩm xuất sắc nhất của Jackson sau nhiều năm và phản ánh sâu sắc sự trưởng thành của cô. Album cũng lọt vào top 40 ở hầu hết những thị trường âm nhạc lớn, đồng thời đứng đầu bảng xếp hạng tại Canada. Unbreakable ra mắt ở vị trí số một trên bảng xếp hạng Billboard 200, trở thành album quán quân thứ bảy của Jackson tại Hoa Kỳ, giúp cô trở thành nghệ sĩ thứ ba trong lịch sử có album đứng đầu xuyên suốt bốn thập niên.
Ba đĩa đơn đã được phát hành từ Unbreakable. Đĩa đơn chủ đạo "No Sleeep" trở thành bản nhạc thứ 40 của cô lọt vào bảng xếp hạng Billboard Hot 100 và đạt vị trí thứ 63, cũng như là tác phẩm thành công nhất của cô trên bảng xếp hạng Adult R&B Songs tại Hoa Kỳ, đứng đầu bảng xếp hạng trong 12 tuần không liên tiếp. Hai đĩa đơn tiếp theo "Unbreakable" và "Dammn Baby", chỉ gặt hái những thành tích ít ỏi. Để quảng bá album, Jackson tiến hành thực hiện chuyến lưu diễn thế giới Unbreakable World Tour vào tháng 8 năm 2015, nhưng bị hoãn lại nhiều lần vì Jackson phải phẫu thuật và sau đó mang thai. Năm 2017, chuyến lưu diễn được tiếp tục nhưng đổi tên thành State of the World Tour, với danh sách bài hát và trang phục mới. Kể từ khi phát hành, Unbreakable đã lọt vào danh sách những album xuất sắc nhất năm của nhiều ấn phẩm và tổ chức, bao gồm Entertainment Weekly, Los Angeles Times, People và Pitchfork. Tính đến tháng 4 năm 2016, album đã bán được hơn 253,000 bản tại Hoa Kỳ.

## Danh sách bài hát
Tất cả bài hát đều được sáng tác và sản xuất bởi Janet Jackson, James Harris III, và Terry Lewis (hai người sau được ghi nhận là Jimmy Jam & Terry Lewis đối với vai trò sản xuất).
| Unbreakable – Phiên bản tiêu chuẩn | Unbreakable – Phiên bản tiêu chuẩn      | Unbreakable – Phiên bản tiêu chuẩn | Unbreakable – Phiên bản tiêu chuẩn | Unbreakable – Phiên bản tiêu chuẩn |
| STT                                | Nhan đề                                 | Sáng tác                           | Sản xuất                           | Thời lượng                         |
| ---------------------------------- | --------------------------------------- | ---------------------------------- | ---------------------------------- | ---------------------------------- |
| 1.                                 | "Unbreakable"                           | Thomas Lumpkins                    | Dem Jointz Tommy McClendon         | 3:38                               |
| 2.                                 | "Burnitup!" (hợp tác với Missy Elliott) | Dwayne Abernathy Melissa Elliott   | Jointz Elliott                     | 4:09                               |
| 3.                                 | "Dammn Baby"                            | Abernathy                          | Jointz                             | 3:55                               |
| 4.                                 | "The Great Forever"                     |                                    |                                    | 4:18                               |
| 5.                                 | "Shoulda Known Better"                  |                                    | Jointz                             | 4:45                               |
| 6.                                 | "After You Fall"                        |                                    |                                    | 4:48                               |
| 7.                                 | "Broken Hearts Heal"                    |                                    |                                    | 3:42                               |
| 8.                                 | "Night"                                 | Lumpkins Michaela Renee Shiloh     | McClendon                          | 4:14                               |
| 9.                                 | "No Sleeep" (hợp tác với J. Cole)       | Jermaine Cole                      | Cole                               | 4:20                               |
| 10.                                | "Dream Maker / Euphoria"                | Lumpkins                           | McClendon                          | 2:46                               |
| 11.                                | "2 B Loved"                             | Lumpkins Abernathy                 | Jointz                             | 2:55                               |
| 12.                                | "Take Me Away"                          |                                    |                                    | 4:18                               |
| 13.                                | "Promise"                               |                                    |                                    | 0:57                               |
| 14.                                | "Lessons Learned"                       |                                    |                                    | 4:23                               |
| 15.                                | "Black Eagle"                           |                                    |                                    | 3:17                               |
| 16.                                | "Well Traveled"                         |                                    |                                    | 4:18                               |
| 17.                                | "Gon' B Alright"                        | Lumpkins                           | McClendon                          | 3:54                               |
| Tổng thời lượng:                   | Tổng thời lượng:                        | Tổng thời lượng:                   | Tổng thời lượng:                   | 64:37                              |

| Unbreakable – Phiên bản nhạc số | Unbreakable – Phiên bản nhạc số                 | Unbreakable – Phiên bản nhạc số | Unbreakable – Phiên bản nhạc số | Unbreakable – Phiên bản nhạc số |
| STT                             | Nhan đề                                         | Sáng tác                        | Sản xuất                        | Thời lượng                      |
| ------------------------------- | ----------------------------------------------- | ------------------------------- | ------------------------------- | ------------------------------- |
| 18.                             | "No Sleeep"                                     |                                 |                                 | 3:26                            |
| 19.                             | "No Sleeep" (AFSHeeN Remix hợp tác với J. Cole) | Cole                            |                                 | 2:59                            |
| Tổng thời lượng:                | Tổng thời lượng:                                | Tổng thời lượng:                | Tổng thời lượng:                | 71:02                           |

| Unbreakable – Phiên bản tại Target, HMV và Úc | Unbreakable – Phiên bản tại Target, HMV và Úc | Unbreakable – Phiên bản tại Target, HMV và Úc | Unbreakable – Phiên bản tại Target, HMV và Úc | Unbreakable – Phiên bản tại Target, HMV và Úc |
| STT                                           | Nhan đề                                       | Sáng tác                                      | Sản xuất                                      | Thời lượng                                    |
| --------------------------------------------- | --------------------------------------------- | --------------------------------------------- | --------------------------------------------- | --------------------------------------------- |
| 18.                                           | "Promise of You"                              |                                               |                                               | 4:30                                          |
| 19.                                           | "Love U 4 Life"                               | Lumpkins                                      | McClendon                                     | 2:42                                          |

| Unbreakable – Phiên bản tại Nhật Bản | Unbreakable – Phiên bản tại Nhật Bản | Unbreakable – Phiên bản tại Nhật Bản | Unbreakable – Phiên bản tại Nhật Bản | Unbreakable – Phiên bản tại Nhật Bản |
| STT                                  | Nhan đề                              | Sáng tác                             | Sản xuất                             | Thời lượng                           |
| ------------------------------------ | ------------------------------------ | ------------------------------------ | ------------------------------------ | ------------------------------------ |
| 20.                                  | "No Sleeep (PKCZ Remix)"             |                                      |                                      | 3:23                                 |

## Xếp hạng
| Bảng xếp hạng (2015)                     | Vị trí cao nhất |
| ---------------------------------------- | --------------- |
| Album Úc (ARIA)                          | 11              |
| Úc Urban (ARIA)                          | 2               |
| Album Bỉ (Ultratop Vlaanderen)           | 20              |
| Album Bỉ (Ultratop Wallonie)             | 18              |
| Album Canada (Billboard)                 | 1               |
| Album Cộng hòa Séc (ČNS IFPI)            | 30              |
| Album Hà Lan (Album Top 100)             | 12              |
| Album Pháp (SNEP)                        | 28              |
| Album Đức (Offizielle Top 100)           | 34              |
| Album Ireland (IRMA)                     | 27              |
| Album Ý (FIMI)                           | 26              |
| Album Nhật Bản (Oricon)                  | 18              |
| Album Scotland (OCC)                     | 21              |
| Album Hàn Quốc Quốc tế (Circle)          | 19              |
| Album Tây Ban Nha (PROMUSICAE)           | 36              |
| Album Thụy Điển (Sverigetopplistan)      | 46              |
| Album Thụy Sĩ (Schweizer Hitparade)      | 28              |
| Album Anh Quốc (OCC)                     | 11              |
| Album Anh Quốc Independent (OCC)         | 2               |
| Album Hoa Kỳ Billboard 200               | 1               |
| Album Hoa Kỳ Independent (Billboard)     | 1               |
| Album Hoa Kỳ Top R&B/Hip-Hop (Billboard) | 1               |

| Bảng xếp hạng (2015)                      | Vị trí |
| ----------------------------------------- | ------ |
| Hoa Kỳ Billboard 200                      | 159    |
| Hoa Kỳ Independent Albums (Billboard)     | 5      |
| Hoa Kỳ Top R&B Albums                     | 7      |
| Hoa Kỳ Top R&B/Hip-Hop Albums (Billboard) | 20     |
| Bảng xếp hạng (2016)                      | Vị trí |
| Hoa Kỳ Independent Albums (Billboard)     | 19     |
| Hoa Kỳ Top R&B Albums (Billboard)         | 19     |
| Hoa Kỳ Top R&B/Hip-Hop Albums (Billboard) | 43     |

## Lịch sử phát hành
| Khu vực  | Ngày             | Định dạng         | Hãng đĩa          | Ct.    |
| -------- | ---------------- | ----------------- | ----------------- | ------ |
| Toàn cầu | 2 tháng 10, 2015 | CD tải nhạc số LP | Rhythm Nation BMG | [ 3 ]  |
| Toàn cầu | 1 tháng 4, 2016  | Gatefold          | Rhythm Nation BMG | [ 33 ] |